# Grand Prix Kanady 2024
Grand Prix Kanady 2024, oficjalnie Formula 1 AWS Grand Prix du Canada 2024 – dziewiąta runda Mistrzostw Świata Formuły 1 w sezonie 2024. Grand Prix odbyło się w dniach 7–9 czerwca 2024 na torze Circuit Gilles Villeneuve w Montrealu. Wyścig wygrał Max Verstappen (Red Bull Racing), który zdobył hat tricka na torze im. Gillesa Villeneuve'a, a na podium stanęli kolejno: Lando Norris (McLaren) i startujący z pole position George Russell (Mercedes).

## Lista startowa
Jack Doohan zastąpił Estebana Ocona w zespole Alpine podczas pierwszego treningu.
Na niebieskim tle kierowcy biorący udział jedynie w piątkowych treningach.
| Nr          | Kierowca         | Zespół                        | Samochód                          | Silnik              | Opony |
| ----------- | ---------------- | ----------------------------- | --------------------------------- | ------------------- | ----- |
| 1           | Max Verstappen   | Oracle Red Bull Racing        | Red Bull RB20                     | Honda RBPTH002      | P     |
| 2           | Logan Sargeant   | Williams Racing               | Williams FW46                     | Mercedes-AMG F1 M15 | P     |
| 3           | Daniel Ricciardo | Visa Cash App RB F1 Team      | RB VCARB 01                       | Honda RBPTH002      | P     |
| 4           | Lando Norris     | McLaren Formula 1 Team        | McLaren MCL38                     | Mercedes-AMG F1 M15 | P     |
| 10          | Pierre Gasly     | BWT Alpine F1 Team            | Alpine A524                       | Renault E-Tech RE24 | P     |
| 11          | Sergio Pérez     | Oracle Red Bull Racing        | Red Bull RB20                     | Honda RBPTH002      | P     |
| 14          | Fernando Alonso  | Aston Martin Aramco F1 Team   | Aston Martin AMR24                | Mercedes-AMG F1 M15 | P     |
| 16          | Charles Leclerc  | Scuderia Ferrari HP           | Ferrari SF-24                     | Ferrari 066/12      | P     |
| 18          | Lance Stroll     | Aston Martin Aramco F1 Team   | Aston Martin AMR24                | Mercedes-AMG F1 M15 | P     |
| 20          | Kevin Magnussen  | MoneyGram Haas F1 Team        | Haas VF-24                        | Ferrari 066/10      | P     |
| 22          | Yūki Tsunoda     | Visa Cash App RB F1 Team      | RB VCARB 01                       | Honda RBPTH002      | P     |
| 23          | Alexander Albon  | Williams Racing               | Williams FW46                     | Mercedes-AMG F1 M15 | P     |
| 24          | Zhou Guanyu      | Stake F1 Team Kick Sauber     | Kick Sauber C44                   | Ferrari 066/12      | P     |
| 27          | Nico Hülkenberg  | MoneyGram Haas F1 Team        | Haas VF-24                        | Ferrari 066/10      | P     |
| 31          | Esteban Ocon     | BWT Alpine F1 Team            | Alpine A524                       | Renault E-Tech RE24 | P     |
| 44          | Lewis Hamilton   | Mercedes-AMG PETRONAS F1 Team | Mercedes-AMG F1 W15 E Performance | Mercedes-AMG F1 M15 | P     |
| 55          | Carlos Sainz Jr. | Scuderia Ferrari HP           | Ferrari SF-24                     | Ferrari 066/12      | P     |
| 61          | Jack Doohan      | BWT Alpine F1 Team            | Alpine A524                       | Renault E-Tech RE24 | P     |
| 63          | George Russell   | Mercedes-AMG PETRONAS F1 Team | Mercedes-AMG F1 W15 E Performance | Mercedes-AMG F1 M15 | P     |
| 77          | Valtteri Bottas  | Stake F1 Team Kick Sauber     | Kick Sauber C44                   | Ferrari 066/12      | P     |
| 81          | Oscar Piastri    | McLaren Formula 1 Team        | McLaren MCL38                     | Mercedes-AMG F1 M15 | P     |
| Źródło: FIA |                  |                               |                                   |                     |       |

## Wyniki

### Najlepsze czasy sesji treningowych
| Sesja       | Nr | Kierowca        | Konstruktor                  | Czas     | Okr. |
| ----------- | -- | --------------- | ---------------------------- | -------- | ---- |
| 1           | 4  | Lando Norris    | McLaren-Mercedes             | 1:24,435 | 8    |
| 2           | 14 | Fernando Alonso | Aston Martin Aramco-Mercedes | 1:15,810 | 25   |
| 3           | 44 | Lewis Hamilton  | Mercedes                     | 1:12,549 | 30   |
| Źródło: FIA |    |                 |                              |          |      |

### Kwalifikacje
| P                    | Nr | Kierowca         | Konstruktor                  | Czasy w kwalifikacjach | Czasy w kwalifikacjach | Czasy w kwalifikacjach | Poz. s. |
| P                    | Nr | Kierowca         | Konstruktor                  | Q1                     | Q2                     | Q3                     | Poz. s. |
| -------------------- | -- | ---------------- | ---------------------------- | ---------------------- | ---------------------- | ---------------------- | ------- |
| 1                    | 63 | George Russell   | Mercedes                     | 1:13,013               | 1:11,742               | 1:12,000               | 1       |
| 2                    | 1  | Max Verstappen   | Red Bull Racing-Honda RBPT   | 1:12,360               | 1:12,549               | 1:12,000               | 2       |
| 3                    | 4  | Lando Norris     | McLaren-Mercedes             | 1:12,959               | 1:12,201               | 1:12,021               | 3       |
| 4                    | 81 | Oscar Piastri    | McLaren-Mercedes             | 1:12,907               | 1:12,462               | 1:12,103               | 4       |
| 5                    | 3  | Daniel Ricciardo | RB-Honda RBPT                | 1:13,240               | 1:12,572               | 1:12,178               | 5       |
| 6                    | 14 | Fernando Alonso  | Aston Martin Aramco-Mercedes | 1:13,117               | 1:12,635               | 1:12,228               | 6       |
| 7                    | 44 | Lewis Hamilton   | Mercedes                     | 1:12,851               | 1:11,979               | 1:12,280               | 7       |
| 8                    | 22 | Yūki Tsunoda     | RB-Honda RBPT                | 1:12,748               | 1:12,303               | 1:12,414               | 8       |
| 9                    | 18 | Lance Stroll     | Aston Martin Aramco-Mercedes | 1:13,088               | 1:12,659               | 1:12,701               | 9       |
| 10                   | 23 | Alexander Albon  | Williams-Mercedes            | 1:12,896               | 1:12,485               | 1:12,976               | 10      |
| 11                   | 16 | Charles Leclerc  | Ferrari                      | 1:13,107               | 1:12,691               |                        | 11      |
| 12                   | 55 | Carlos Sainz Jr. | Ferrari                      | 1:13,038               | 1:12,728               |                        | 12      |
| 13                   | 2  | Logan Sargeant   | Williams-Mercedes            | 1:13,063               | 1:12,736               |                        | 13      |
| 14                   | 20 | Kevin Magnussen  | Haas-Ferrari                 | 1:13,217               | 1:12,916               |                        | 14      |
| 15                   | 10 | Pierre Gasly     | Alpine-Renault               | 1:13,289               | 1:12,940               |                        | 15      |
| 16                   | 11 | Sergio Pérez     | Red Bull Racing-Honda RBPT   | 1:13,326               |                        |                        | 16      |
| 17                   | 77 | Valtteri Bottas  | Kick Sauber-Ferrari          | 1:13,366               |                        |                        | PL      |
| 18                   | 31 | Esteban Ocon     | Alpine-Renault               | 1:13,435               |                        |                        | 18      |
| 19                   | 27 | Nico Hülkenberg  | Haas-Ferrari                 | 1:13,978               |                        |                        | 17      |
| 20                   | 24 | Zhou Guanyu      | Kick Sauber-Ferrari          | 1:14,292               |                        |                        | PL      |
| 107% czasu: 1:17,425 |    |                  |                              |                        |                        |                        |         |
| Źródło: FIA          |    |                  |                              |                        |                        |                        |         |

### Wyścig
| P           | Nr | Kierowca         | Konstruktor                  | Okr. | Czas         | Poz. s. | +/−       | Punkty |
| ----------- | -- | ---------------- | ---------------------------- | ---- | ------------ | ------- | --------- | ------ |
| 1           | 1  | Max Verstappen   | Red Bull Racing-Honda RBPT   | 70   | 1:45:47,927  | 2       | 1         | 25     |
| 2           | 4  | Lando Norris     | McLaren-Mercedes             | 70   | +3,869       | 3       | 1         | 18     |
| 3           | 63 | George Russell   | Mercedes                     | 70   | +4,317       | 1       | 2         | 15     |
| 4           | 44 | Lewis Hamilton   | Mercedes                     | 70   | +4,915       | 7       | 3         | 12+1   |
| 5           | 81 | Oscar Piastri    | McLaren-Mercedes             | 70   | +10,199      | 4       | 1         | 10     |
| 6           | 14 | Fernando Alonso  | Aston Martin Aramco-Mercedes | 70   | +17,510      | 6       | Bez zmian | 8      |
| 7           | 18 | Lance Stroll     | Aston Martin Aramco-Mercedes | 70   | +23,625      | 9       | 2         | 6      |
| 8           | 3  | Daniel Ricciardo | RB-Honda RBPT                | 70   | +28,672      | 5       | 3         | 4      |
| 9           | 10 | Pierre Gasly     | Alpine-Renault               | 70   | +30,021      | 15      | 6         | 2      |
| 10          | 31 | Esteban Ocon     | Alpine-Renault               | 70   | +30,313      | 18      | 8         | 1      |
| 11          | 27 | Nico Hülkenberg  | Haas-Ferrari                 | 70   | +30,824      | 17      | 6         |        |
| 12          | 20 | Kevin Magnussen  | Haas-Ferrari                 | 70   | +31,253      | 14      | 2         |        |
| 13          | 77 | Valtteri Bottas  | Kick Sauber-Ferrari          | 70   | +40,487      | PL      | 6         |        |
| 14          | 22 | Yūki Tsunoda     | RB-Honda RBPT                | 70   | +52,694      | 8       | 6         |        |
| 15          | 24 | Zhou Guanyu      | Kick Sauber-Ferrari          | 69   | +1 okrążenie | PL      | 5         |        |
| NS          | 55 | Carlos Sainz Jr. | Ferrari                      | 52   | NU (kolizja) | 12      |           |        |
| NS          | 23 | Alexander Albon  | Williams-Mercedes            | 52   | NU (kolizja) | 10      |           |        |
| NS          | 11 | Sergio Pérez     | Red Bull Racing-Honda RBPT   | 51   | NU (wypadek) | 16      |           |        |
| NS          | 16 | Charles Leclerc  | Ferrari                      | 40   | NU (silnik)  | 11      |           |        |
| NS          | 2  | Logan Sargeant   | Williams-Mercedes            | 23   | NU (wypadek) | 13      |           |        |
| Źródło: FIA |    |                  |                              |      |              |         |           |        |

### Najszybsze okrążenie
| Nr          | Kierowca       | Konstruktor | Czas     | Okr. |
| ----------- | -------------- | ----------- | -------- | ---- |
| 44          | Lewis Hamilton | Mercedes    | 1:14,856 | 70   |
| Źródło: FIA |                |             |          |      |

### Prowadzenie w wyścigu
| Nr                              | Kierowca       | Konstruktor     | Okrążenia    | Suma |
| ------------------------------- | -------------- | --------------- | ------------ | ---- |
| 63                              | George Russell | Mercedes        | 1–20         | 20   |
| 4                               | Lando Norris   | McLaren         | 21–25, 45–47 | 8    |
| 1                               | Max Verstappen | Red Bull Racing | 26–44, 48–70 | 42   |
| \| Wykres \| \| ------ \| \| \| |                |                 |              |      |
| Źródło: FIA                     |                |                 |              |      |
| Wykres                          |                |                 |              |      |
|                                 |                |                 |              |      |

## Klasyfikacja po wyścigu

### Kierowcy
| P           | +/−       | Kierowca         | Zgł. | Punkty | P1 | P2 | P3 | PP | NO | NS | NU |
| ----------- | --------- | ---------------- | ---- | ------ | -- | -- | -- | -- | -- | -- | -- |
| 1           | Bez zmian | Max Verstappen   | 9    | 194    | 6  | 1  | –  | 7  | 2  | 2  | 2  |
| 2           | Bez zmian | Charles Leclerc  | 9    | 138    | 1  | 1  | 3  | 1  | 2  | 1  | 1  |
| 3           | Bez zmian | Lando Norris     | 9    | 131    | 1  | 3  | 1  | –  | –  | –  | –  |
| 4           | Bez zmian | Carlos Sainz Jr. | 8    | 108    | 1  | –  | 3  | –  | –  | 1  | 1  |
| 5           | Bez zmian | Sergio Pérez     | 9    | 107    | –  | 3  | 1  | –  | –  | 2  | 2  |
| 6           | Bez zmian | Oscar Piastri    | 9    | 81     | –  | 1  | –  | –  | 1  | –  | –  |
| 7           | Bez zmian | George Russell   | 9    | 69     | –  | –  | 1  | 1  | 1  | –  | 1  |
| 8           | Bez zmian | Lewis Hamilton   | 9    | 55     | –  | –  | –  | –  | 2  | 1  | 1  |
| 9           | Bez zmian | Fernando Alonso  | 9    | 41     | –  | –  | –  | –  | 1  | –  | –  |
| 10          | Bez zmian | Yūki Tsunoda     | 9    | 19     | –  | –  | –  | –  | –  | 1  | 1  |
| 11          | Bez zmian | Lance Stroll     | 9    | 17     | –  | –  | –  | –  | –  | 1  | 1  |
| 12          | 2         | Daniel Ricciardo | 9    | 9      | –  | –  | –  | –  | –  | 2  | 2  |
| 13          | 1         | Oliver Bearman   | 1    | 6      | –  | –  | –  | –  | –  | –  | –  |
| 14          | 1         | Nico Hülkenberg  | 9    | 6      | –  | –  | –  | –  | –  | 1  | 1  |
| 15          | 3         | Pierre Gasly     | 9    | 3      | –  | –  | –  | –  | –  | 1  | 1  |
| 16          | 1         | Alexander Albon  | 9    | 2      | –  | –  | –  | –  | –  | 3  | 3  |
| 17          | 1         | Esteban Ocon     | 9    | 2      | –  | –  | –  | –  | –  | 1  | 1  |
| 18          | 1         | Kevin Magnussen  | 9    | 1      | –  | –  | –  | –  | –  | 1  | 1  |
| 19          | Bez zmian | Zhou Guanyu      | 9    | 0      | –  | –  | –  | –  | –  | 1  | 1  |
| 20          | Bez zmian | Valtteri Bottas  | 9    | 0      | –  | –  | –  | –  | –  | 1  | 1  |
| 21          | Bez zmian | Logan Sargeant   | 8    | 0      | –  | –  | –  | –  | –  | 2  | 2  |
| Źródło: FIA |           |                  |      |        |    |    |    |    |    |    |    |

### Konstruktorzy
| P           | +/-       | Konstruktor                  | Zgł. | Punkty | P1 | P2 | P3 | PP | NO | NS | NU |
| ----------- | --------- | ---------------------------- | ---- | ------ | -- | -- | -- | -- | -- | -- | -- |
| 1           | Bez zmian | Red Bull Racing-Honda RBPT   | 18   | 301    | 6  | 4  | 1  | 7  | 2  | 3  | 3  |
| 2           | Bez zmian | Ferrari                      | 18   | 252    | 2  | 1  | 6  | 1  | 2  | 2  | 2  |
| 3           | Bez zmian | McLaren-Mercedes             | 18   | 212    | 1  | 4  | 1  | –  | 1  | –  | –  |
| 4           | Bez zmian | Mercedes                     | 18   | 124    | –  | –  | 1  | 1  | 3  | 1  | 2  |
| 5           | Bez zmian | Aston Martin Aramco-Mercedes | 18   | 58     | –  | –  | –  | –  | 1  | 1  | 1  |
| 6           | Bez zmian | RB-Honda RBPT                | 18   | 28     | –  | –  | –  | –  | –  | 3  | 3  |
| 7           | Bez zmian | Haas-Ferrari                 | 18   | 7      | –  | –  | –  | –  | –  | 2  | 2  |
| 8           | 1         | Alpine-Renault               | 18   | 5      | –  | –  | –  | –  | –  | 2  | 2  |
| 9           | 1         | Williams-Mercedes            | 17   | 2      | –  | –  | –  | –  | –  | 5  | 5  |
| 10          | Bez zmian | Kick Sauber-Ferrari          | 18   | 0      | –  | –  | –  | –  | –  | 2  | 2  |
| Źródło: FIA |           |                              |      |        |    |    |    |    |    |    |    |